# Universiteitsfonds
Een universiteitsfonds is een stichting, gelieerd aan een universiteit, die fondsen werft voor onderwijs en onderzoek aan die universiteit. Doorgaans wordt er geworven onder alumni van de betreffende universiteit.
In de Verenigde Staten beheren fondsen van gevestigde universiteiten als Yale en Harvard tientallen miljarden dollar, en de opbrengst daaruit is een essentiële bron van inkomsten voor die universiteiten.
In Nederland zijn de bedragen aanzienlijk geringer; zo beheert het Leids Universiteits-Fonds 'slechts' 22 miljoen euro. De fondsen worden meestal gebruikt voor de financiering van onderzoek dat niet of moeilijk via de reguliere geldstromen te financieren is maar wel maatschappelijke relevantie heeft, of onderwijs dat niet regulier gefinancierd kan worden maar wel belangrijk geacht wordt voor de universiteit. Nederlandse universiteitsfondsen hebben doorgaans een fiscale status als ANBI, algemeen nut beogende instelling, wat inhoudt dat giften vrijgesteld zijn van schenkbelasting en erfbelasting, en onder voorwaarden kunnen worden afgetrokken van de inkomstenbelasting of vennootschapsbelasting van de schenker. Veel Nederlandse universiteitsfondsen zijn aan het einde van de 19e eeuw opgericht.

## Universiteitsfondsen in Nederland
| Fonds                                  | Universiteit                      | Oprichting | Opmerkingen                                        |
| -------------------------------------- | --------------------------------- | ---------- | -------------------------------------------------- |
| Amsterdams Universiteitsfonds          | Universiteit van Amsterdam        | 1889       | opgericht als Amsterdamse Universiteits-Vereniging |
| Universiteitsfonds Delft               | Technische Universiteit Delft     | 1925       | opgericht als Delftsch Hoogeschoolfonds            |
| Universiteitsfonds Eindhoven           | Technische Universiteit Eindhoven |            |                                                    |
| Erasmus Trustfonds                     | Erasmus Universiteit Rotterdam    | 1913       |                                                    |
| Groninger Universiteitsfonds           | Rijksuniversiteit Groningen       | 1893       |                                                    |
| Leids Universiteits-Fonds              | Universiteit Leiden               | 1890       |                                                    |
| Universiteitsfonds Limburg/SWOL        | Universiteit Maastricht           | 1965       |                                                    |
| Nijmeegs Universiteitsfonds            | Radboud Universiteit Nijmegen     |            | sinds 2017 Radboud Fonds                           |
| Stichting Universiteitsfonds Tilburg   | Tilburg University                | 2008       |                                                    |
| Universiteitsfonds Twente              | Universiteit Twente               | 1948       |                                                    |
| Utrechts Universiteitsfonds            | Universiteit Utrecht              | 1886       |                                                    |
| Stichting Het Vrije Universiteitsfonds | Vrije Universiteit Amsterdam      | 1979       | VU-Vereniging opgericht in 1879                    |
| University Fund Wageningen             | Wageningen University & Research  | 1951       |                                                    |

## Universiteitsfondsen in Vlaanderen
| Fonds                                     | Universiteit               | Oprichting | Opmerkingen                                                               |
| ----------------------------------------- | -------------------------- | ---------- | ------------------------------------------------------------------------- |
| Universiteitsfonds Universiteit Antwerpen | Universiteit Antwerpen     |            |                                                                           |
| VUB Foundation                            | Vrije Universiteit Brussel |            | VUB Wetenschappelijk Steunfonds is sinds 2013 verbonden met de foundation |
| Universiteitsfonds UGent                  | Universiteit Gent          |            |                                                                           |
| Universiteitsfonds UHAsselt               | Universiteit Hasselt       |            |                                                                           |
| Leuvens Universiteitsfonds                | KU Leuven                  |            |                                                                           |